# Locres Epizefiris
|  | «Locres» redirigeix aquí. Si cerqueu els habitants de la Lòcrida, vegeu «Locris». |

Locres Epizefiris (grec antic: Λοκροί Ἐπιζεφύριοι, llatí: Locri) va ser una ciutat de la costa sud-est del Bruci, no lluny de l'extrem sud, a la Magna Grècia. El territori de la ciutat era extens i encara va ser augmentat força més per Dionís el Vell, de Siracusa. Estava separat de Règion pel riu Halex (actualment Alice), i de Caulònia, al nord, pel Sagras (modern Alaro). A uns pocs quilòmetres al nord (uns 10), hi havia dues colònies de la ciutat, Itone i Meles, que són esmentades per Tucídides, per bé que hom no n'ha trobat cap rastre. Tenia, a més, les colònies d'Hipònion i de Medma, a l'altre costat de la península.

## Història
Fou una colònia dels locris, habitants de la Lòcrida, sense especificar si eren òzoles, epicnemidis o opuntis. Estrabó l'atribueix als òzoles sota un líder anomenat Evantes i critica Èfor, que l'adjudica als opuntis, però aquesta darrera opinió era més generalitzada. La tradició lòcria deia que la colònia fou aprovada per Aristòtil i concedida a un grup d'esclaus que havien fugit amb les seves mestresses convertides en amants, amb les quals ja havien tingut relacions sexuals; una altra tradició recollida per Pausànias diu que els lacedemonis van ajudar a fundar la ciutat i la de Crotona. Segons Estrabó, la ciutat es va fundar poc després que Crotona (710 aC) i Siracusa (735 aC); per tant, cap a l'any 700 aC. La zona pertanyia als enotris nadius, que en foren expulsats. Segons Estrabó, va ser fundada inicialment al Cap Zefiri (capo di Bruzzano), i després va ser traslladada a la posterior localització, 25 km al nord; el cap li va donar el nom que la diferenciava.
El primer codi de lleis en fou el de Zaleuc, el més antic de cap estat grec. Tot i les fàbules i llegendes a l'entorn de Zaleuc, el cert és que els locris posseïen un codi escrit que és esmentat per diversos autors. En tots els temps, fou mirada com a model de bon govern i d'ordre i els seus habitants es distingien per la seva fidelitat al seu sistema i per la negativa a canviar-ne res. Aquest codi, segurament, va entrar en vigor vers el 660 aC i establia un govern aristocràtic, les cent cases, que gaudien de certs privilegis per ser considerats descendents dels colons originals i, segons la tradició, la noblesa venia per via femenina.
Després, va venir la Batalla de Sagras, en què deu mil locris i alguns auxiliars de Règion, van derrotar a 130.000 crotonians i van fer una gran matança; segons Estrabó, això va ser el principi de la decadència de Crotona (tot i que, fins al segle següent, va restar com la principal ciutat de la Magna Grècia). La data de la batalla no està fixada, i Justí diu que això va passar abans del 540 aC, però entra en contradicció amb Estrabó, que sembla millor informat. Seguint el darrer i Diodor de Sicília, la batalla s'hauria lliurat abans del 480 aC i, després del 510 aC, la ciutat era pròspera però no important com Síbaris i Crotona. En aquesta època, va fundar les colònies d'Hippònion i Medma, a l'altre costat de la península.
Locres és esmentada per Heròdot l'any 493 aC, quan s'hi van aturar els colons de Samos que anaven a Sicília, i després, el 484 aC, quan Píndar diu que era un empori de riquesa. Tot i la seva aliança amb Règion contra Crotona, en general, era hostil a Règion i aliada amb Siracusa. Anàxiles de Règion va voler destruir Locres, però Hieró I de Siracusa ho va impedir. En el temps de l'expedició atenenca a Sicília, era aliada de Siracusa i enfrontada a Règion. Va lluitar amb el general atenenc Laques, però després es va fer un tractat de pau, tot i que es va negar a admetre la flota atenenca a la següent expedició, el 415 aC. Més tard, va enviar alguns vaixells auxiliars a Esparta en la lluita final contra els atenencs.
L'aliança amb Siracusa es va fer més estreta en temps de Dionís el Vell. Aquest es va casar amb Doris, filla de Xenetos, un dels principals ciutadans de Locres. Siracusa va cedir més tard a Locres el territori de Caulònia, ciutat que havia destruït el 389 aC i, al següent any, hi va afegir part del territori d'Escil·lècion i el d'Hipònion. Aquest darrer el van perdre enfront dels cartaginesos l'any 379 aC.
Dionís el Jove, expulsat de Siracusa, es va retirar a Locres el 356 aC, on amb la seva gent es va apoderar de la ciutadella i va prendre el poder. Al cap de sis anys, en absència de Dionís, una revolta popular va expulsar la guarnició, i la vídua i les filles del tirà van ser martiritzades.
Després d'això, van seguir continuades guerres amb els brucis. La ciutat no és esmentada fins a l'arribada de Pirros de l'Epir, època en què Locres, Règio i altres ciutats ja s'havien posar sota protecció de Roma i fins i tot havien admès guarnicions romanes. Però, a l'arribada de Pirros, un moviment popular va expulsar la guarnició i va proclamar l'adhesió a al rei de l'Èpir. La guarnició que Pirros va deixar a la ciutat mentre anava a Sicília va cometre tants abusos que un nou moviment popular la va expulsar de la ciutat. Quan va tornar de Sicília, Pirros va castigar severament la ciutat i es va apoderar d'una bona part dels tresors del temple de Prosèrpina, el principal santuari de la ciutat. La llegenda diu que una tempestat va castigar Pirros i li va fer tornar el tresor, però segurament això no fou més que un rumor.
Quan Pirros va sortir-ne, Locres es va sotmetre a Roma altra vegada i així va restar fins a la Segona Guerra Púnica, quan es va declarar contra Roma i a favor de Cartago el 216 aC, després de la batalla de Cannes. Una guarnició cartaginesa es va establir a la ciutat, la llibertat de la qual es va garantir per un tractat "entre iguals". El 208 aC, va ser assetjada pel cònsol Tit Quinti Crispí, però l'arribada d'Hanníbal el va obligar a aixecar el setge.
L'any 205 aC, Escipió, a punt de sortir cap a l'Àfrica, va poder ocupar la ciutat per la traïció d'alguns dels seus habitants. Va deixar el comandament de la ciutat al seu legat, Quint Plemini. L'actitud d'aquest, cruel i avariciosa, va provocar una revolta que només va poder ser aturada per la intervenció del mateix Escipió; però el general va prendre partit pel seu legat, que es va mantenir en el comandament; com que les crueltats i exaccions van seguir, el poble va apel·lar al senat romà i, tot i la forta oposició dels amics d'Escipió, el senat es va pronunciar a favor de Locres; va condemnar Plemini i va retornar a la ciutat les seves lleis i la seva llibertat. El temple de Prosèrpina, que havia estat saquejat per Plemini, va haver de ser restaurat a costa de l'erari públic.

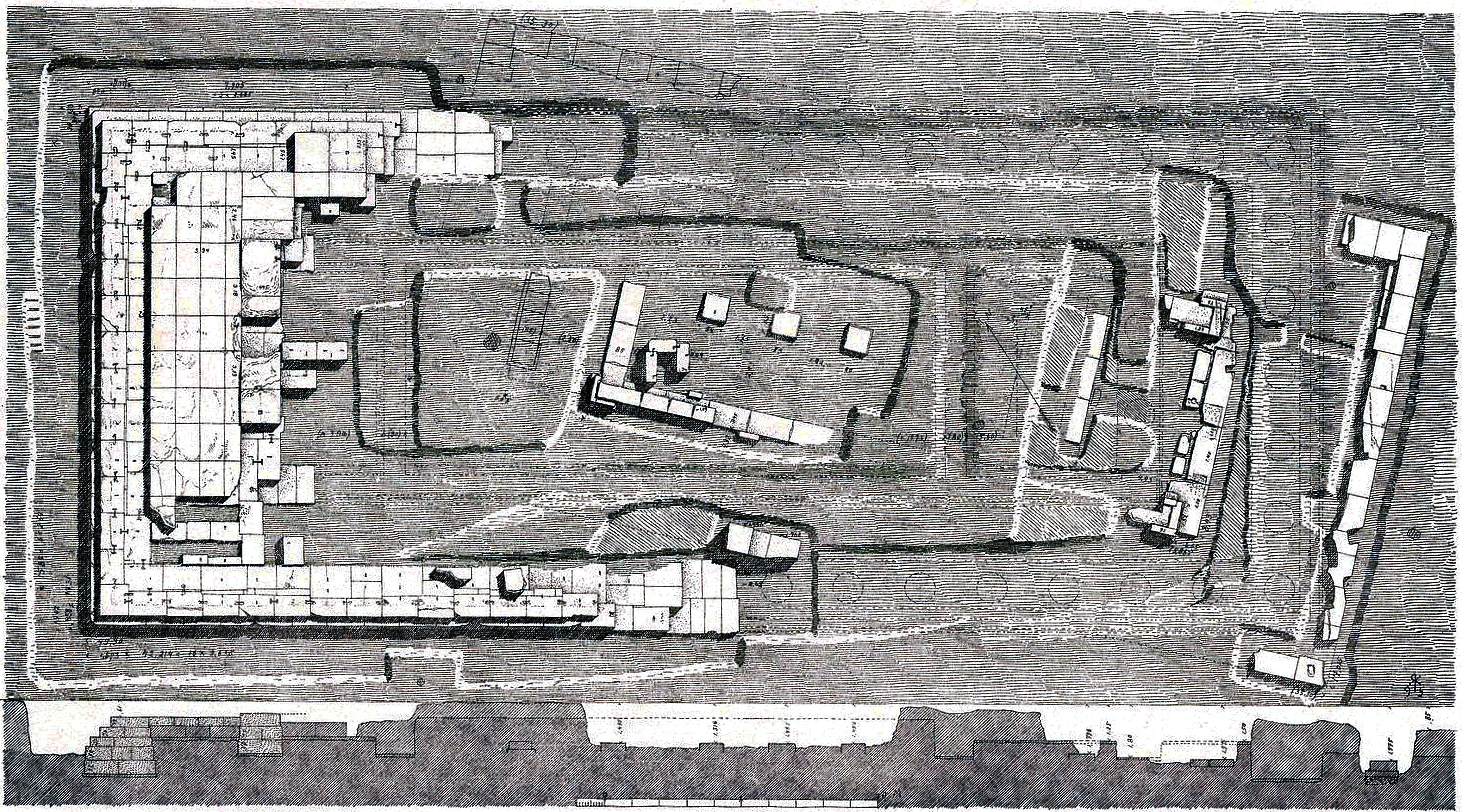
Plànol del temple jònic de Locris.

Ja després, Locres no apareix en cap fet històric rellevant. La ciutat era important, però de fet subordinada a Roma, tot i la seva nominal llibertat. Ciceró va ser patró de la ciutat, però no es coneix l'origen del patronatge ni els seus termes. L'esmenten Estrabó, Plini el Vell i Claudi Ptolemeu.
Procopi l'esmenta encara al segle vi i, probablement, no va ser destruïda fins al segle viii o el segle ix pels pirates sarraïns.

## Personatges il·lustres
- Xenòcrit, poeta
- Erasip, poeta
- Teano, filòsofa
- Timeu, filòsof pitagòric[6]
- Equècrates, filòsof pitagòric
- Acrió, filòsof pitagòric
- Eunom, músic[7]
- Èutim, atleta[8]

## Estudis arqueològics
La zona arqueològica de l'antiga Locres Epizefiris es troba al municipi de Portigliola, a uns 3 km al sud de l'actual ciutat de Locri. S'estén en una plana entre el torrent de Portigliola, el torrent de Gerace, la base dels turons de Castellace, Abbadessa i Manella, limitant amb la mar. El fet que aquesta àrea estigui separada dels actuals nuclis habitats ha estat determinant en la conservació gairebé íntegra de la ciutat antiga, tot i que durant molts anys s'han pres pedres de l'indret per aprofitar-les en noves construccions dels pobles de la rodalia.
Els estudis arqueològics es van iniciar en el període del 1908-1912 per Paolo Orsi; van continuar entre el 1940-1941 sota la direcció de Paolo Enrico Arias i una tercera vegada el 1951 per Giulio Jacopi. En conjunt, han revelat una zona habitada amb organització urbanística regular travessada per un carrer principal anomenat amb la paraula grega "el dromo".
La ciutat estava envoltada per una muralla de 7 km, en molts trams encara visible. A l'exterior de la muralla, estava la necròpoli, amb prop de 1.700 tombes dels segles VII al II aC. Hi ha edificis sagrats tant a la part interna del mur com a l'exterior; però els temples de l'interior són més monumentals i entre els exteriors destaquen: el santuari de les nimfes a Contrada Caruso o el de Demèter en Contrada Paparezza.
Entre les construccions trobades destaquen:
- Un teatre del segle iv aC. Es va construir aprofitant una concavitat natural del terreny, situada als peus de la casa Marafioti. Tenia capacitat per a acollir uns 4.500 espectadors. En l'època romana, l'edifici va ser transformat mitjançant l'eliminació dels nivells més baixos de les grades i la construcció d'un mur semicircular de blocs de pedra calcària, amb la finalitat de protegir els espectadors durant les lluites entre gladiadors o amb animals.[11]
- Un santuari dedicat a Zeus que, amb el transcurs dels anys, es va anar enriquint en decoració.[11]
- A partir de la troballa d'unes inscripcions als peus del turó Mannella, es creu que aquest era el lloc on estava l'àgora.[11]
- Un temple dedicat a Atena (segle vi aC) en la proximitat de l'àgora.[12]
- L'àrea sacra d'Afrodita es troba en les proximitats del nucli de població de Centocamere, a prop de la costa. Es tracta d'un temple i una zona porticada en forma de lletra "U" amb un pati central, probablement per a celebrar banquets sagrats. Data de finals del s. VII i meitat del s. VI aC. Hi ha un altre santuari més senzill (del 500 o 480 aC) al sud de Marasà. L'àrea sacra inclou l'anomenada "Casa dels lleons" per les Aδώνια (adonia), celebracions privades en honor d'Adonis a càrrec de grups femenins.[13]
- El temple jònic de Marasà, del s. VI-V aC, dedicat a Kore-Persèfone. Va ser esmentat per Diodor Sícul com un dels més bells.[14] El tirà Hieró I em va ordenar la construcció que va comenar el 470 aC. Mesurava 45,5 m per 19,8 m. La cel·la interior estava lliure de suports en l'eix central i anava precedida per un pronaos (vestíbul) amb dues columnes entre les portes, estructura que es repeteix també en l'opistòdom, el compartiment darrere de la cel·la. Entre el pronaos i la cel·la, hi havia una escala per accedir al sostre, estructura típica en temples d'Agrigent. Al centre del temple, hi havia un fossat (bothos) revestit amb tres lloses de marbre, que devien fer servir per als rituals. Hi havia 17 columnes jòniques als costats llargs i sis a la part frontal.

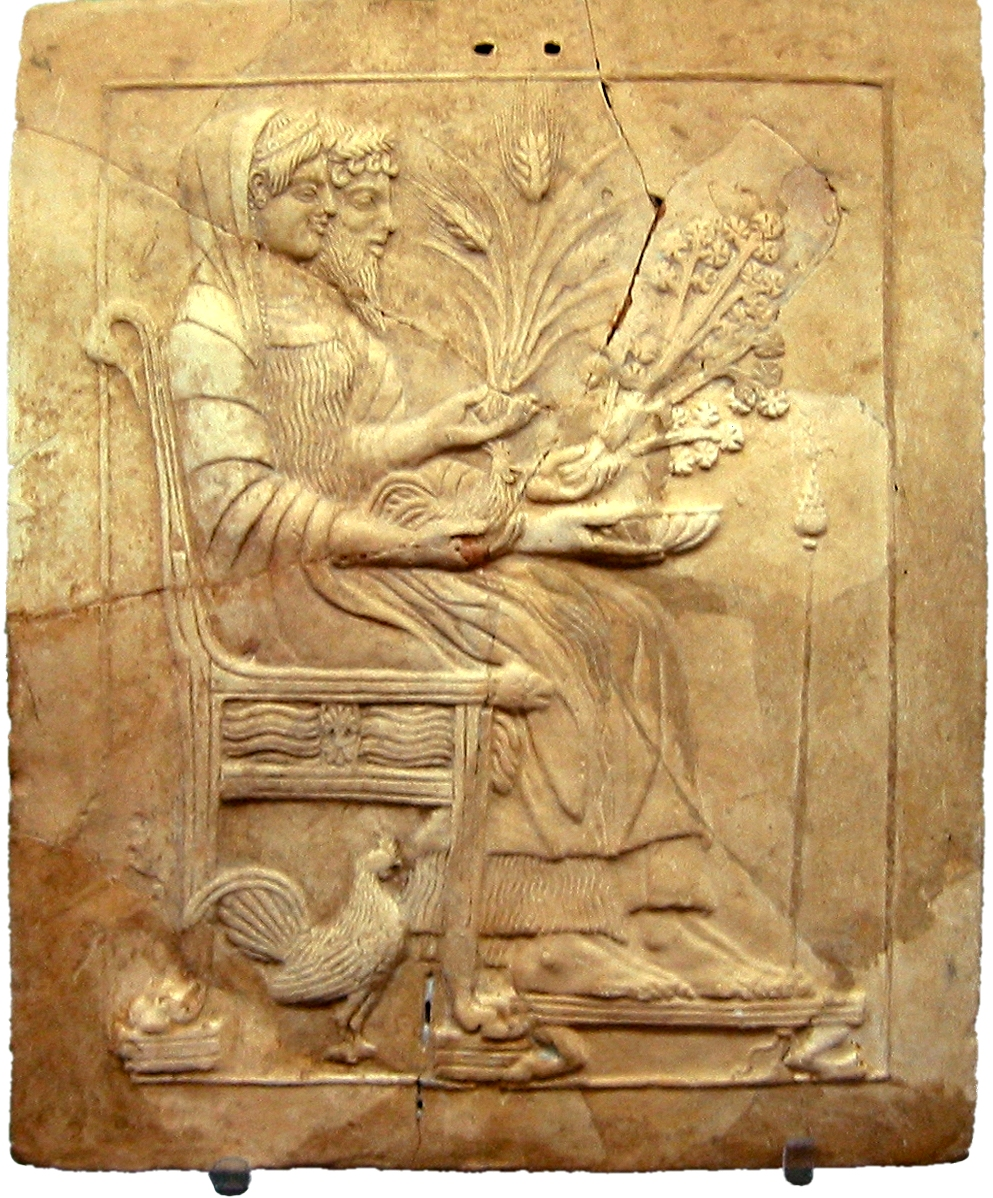
Un pinax representant Hades i Persèfone.

Entre els objectes trobats, destaquen:
- L'estàtua dels Dioscurs a cavall, que està exposada al Museo nazionale della Magna Grecia.
- A la cel·la tesauria del santuari dedicat a Kore-Persèfone (turó Manella), es van trobar nombroses pinakes («tauletes»), tallades amb la tècnica de baix relleu, que daten majoritàriament de la primera meitat del segle v aC. Algunes es refereixen a la pràctica de la prostitució sagrada de les verges.
- Espills de bronze amb mànec en forma masculina o femenina, de fabricació local i que els locrinesos exportaven.
- Àmfores de ceràmica, importades de Corint, per a contenir oli.
- Hydriai (vasos de tres anses), emprats per a contenir el cos de nens morts a les tombes.